# Se chiudi gli occhi/Parliamone
Se chiudi gli occhi/Parliamone è il 39° singolo di Patty Pravo, pubblicato nel 2000 dall'etichetta discografica Pensiero stupendo/Sony.

## Il disco
Il singolo fu il terzo ed ultimo utilizzato per la promozione dell'album di cui fa parte, Una donna da sognare. Non raggiunse le alte vette delle classifiche, infatti non risulta in classifica fra i 100 singoli più venduti del 2000.

### Se chiudi gli occhi
Se chiudi gli occhi è una canzone scritta da Pia Tuccitto, Longhini e Grandi.
Il brano fu inserito nell'album Una donna da sognare.

#### Cover
Lo stesso anno, l'autrice Pia Tuccitto incise il brano e lo inserì nel suo album dal titolo Un segreto che... del 2005.

### Parliamone
Parliamone è una canzone scritta da Nicoletta Strambelli, Baldassarri e Pia Tuccitto.
Il brano fu inserito nell'album Una donna da sognare, del 2000.

## Tracce
CD Single
1. Se chiudi gli occhi - 3:59
2. Parliamone - 3:58